# Okada Shinichirō
 (juin 2025).
Si vous disposez d'ouvrages ou d'articles de référence ou si vous connaissez des sites web de qualité traitant du thème abordé ici, merci de compléter l'article en donnant les références utiles à sa vérifiabilité et en les liant à la section « Notes et références ».
Okada Shinichirō (岡田信一郎, Okada Shin'ichirō) est un architecte japonais né le 20 novembre 1883 et mort le 4 avril 1932. Ses productions relèvent de plusieurs styles, européens ou japonais comme le style à toiture impériale.

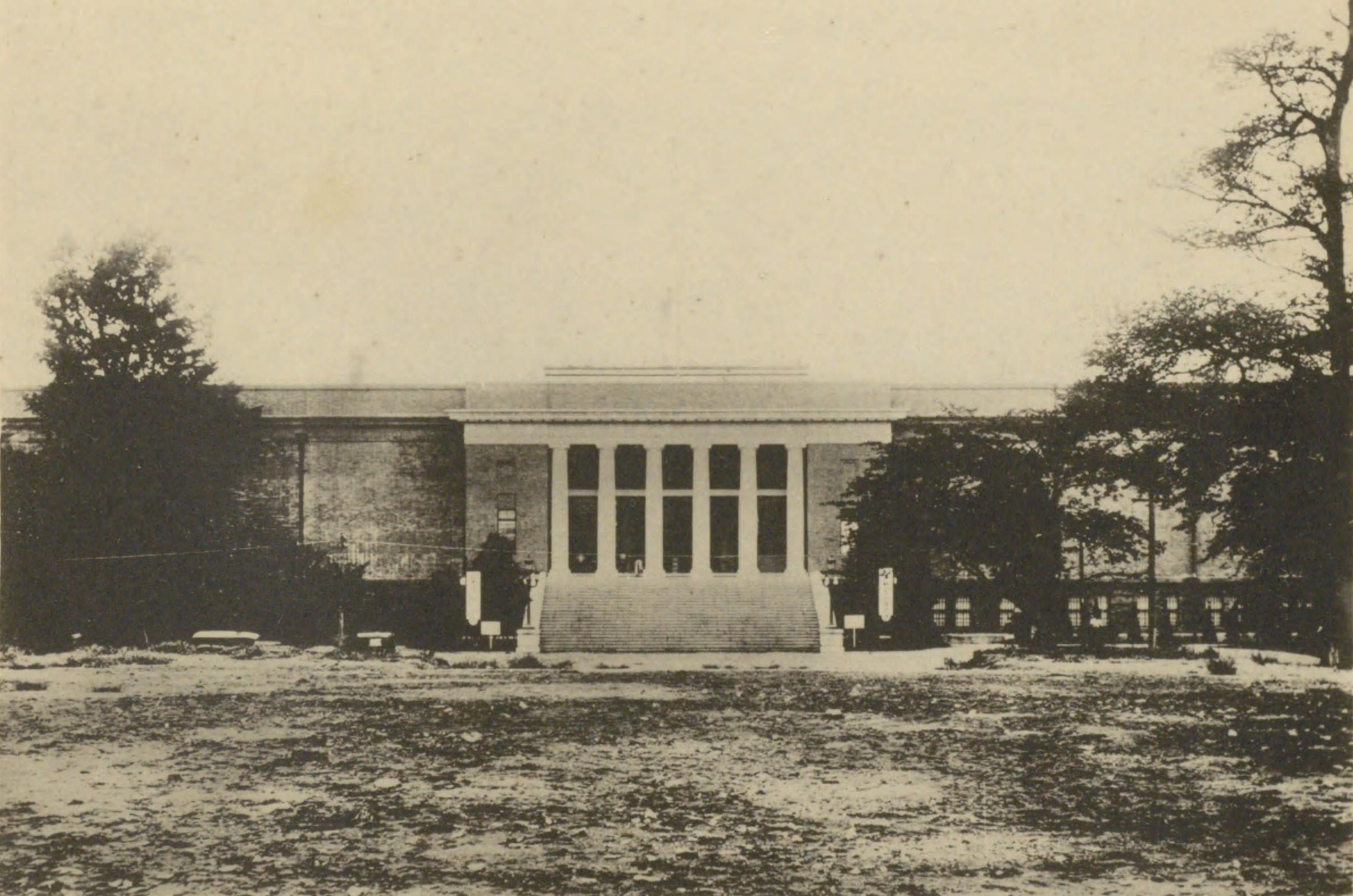
musée d'arts de la préfecture de Tokyo.
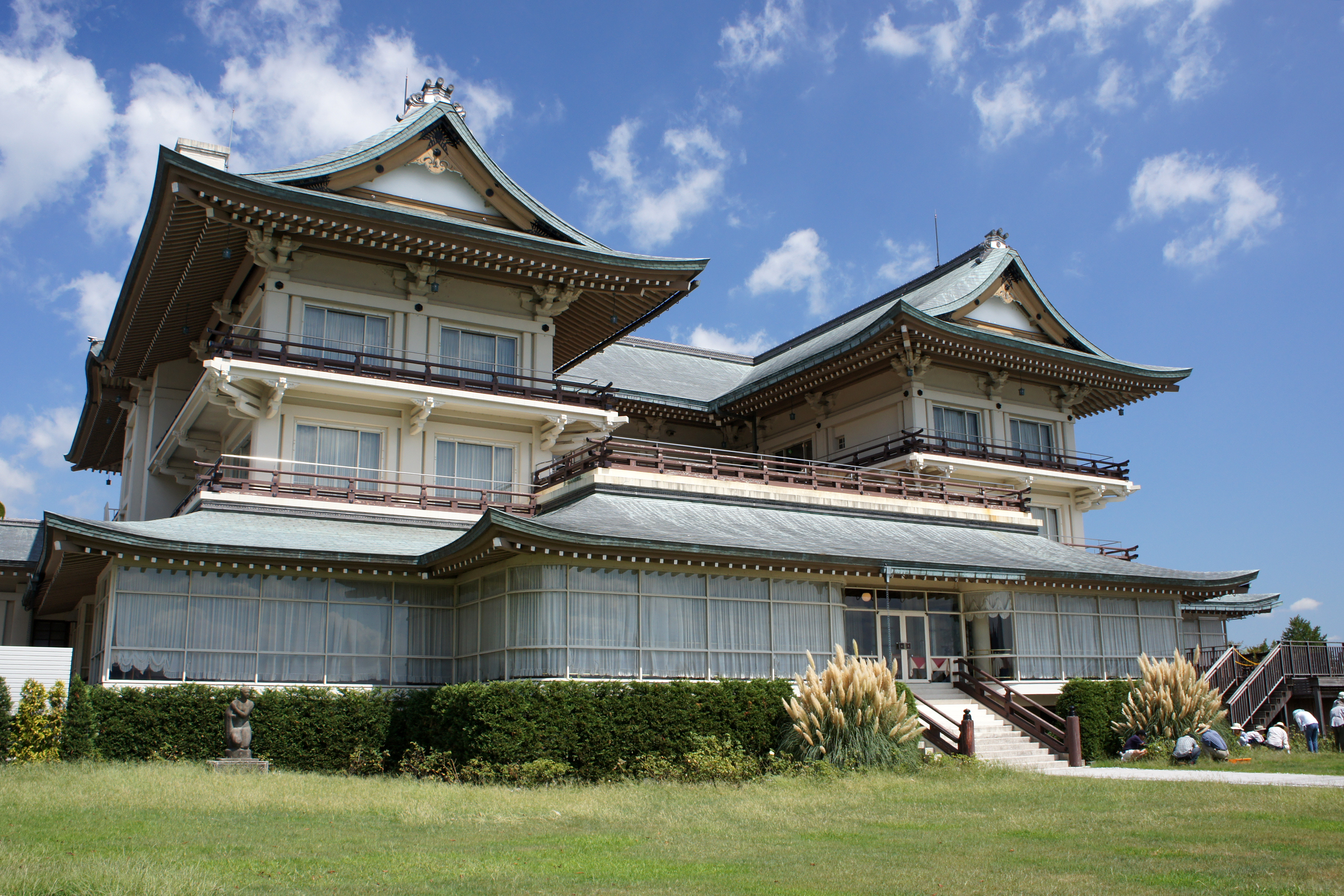
Biwako Ōtsukan
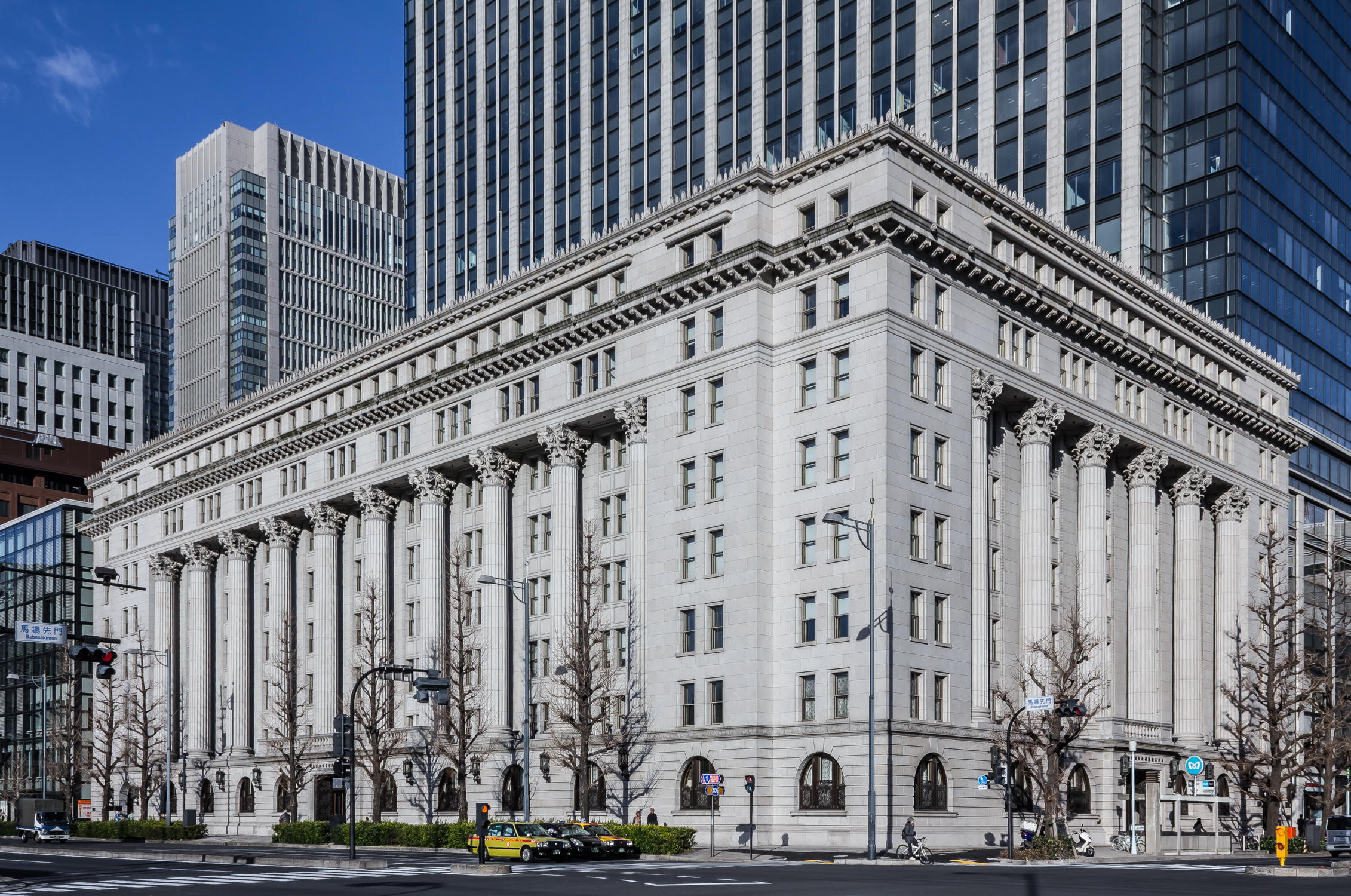
Meiji Seimei kan

Les intérieurs de ses œuvres, notamment par les aménagements de meubles de Kajita Megumu, ont été remarqués.